# Žitomirska oblast
Žitomirska (ukrajinski: Житомирська область, poljski: Obwód żytomierski) administrativna je oblast koja se nalazi se u sjevernoj Ukrajini na granici s Bjelorusijom. Upravno središte oblasti je grad Žitomir. 

## Zemljopis
Žitomirska oblast ima ukupnu površinu 29.832 km2 te je peta po veličini ukrajinska oblast, koja zauzima 4,9 % ukrajinske površine. U njoj živi 1.299.000 osoba te je i prema broju stanovnika 16. po veličini. Žitomirska oblast je centar poljske manjine u Ukrajini, u oblasti živi oko 49.000 Poljaka.

## Administrativna podjela
Žitomirska oblast dijeli se na 23 rajona i 11 gradova od kojih njih pet ima viši administrativni stupanj, također oblast ima i 11 malih gradova i 1625 naselja.

## Vanjske poveznice
- Službena stranica oblasti  Arhivirana inačica izvorne stranice od 12. kolovoza 2010. (Wayback Machine)

### Ostali projekti
|  | Zajednički poslužitelj ima još gradiva o temi Žitomirska oblast |